# Amargatitanis macni
Amargatitanis macni ("gigante de La Amarga del Museo Argentino de Ciencias Naturales") es la única especie conocida del género extinto Amargatitanis de dinosaurio saurópodo dicreosáurido, que vivió a principios del período Cretácico, hace aproximadamente 130 millones de años, en el Barremiense, en lo que hoy es Sudamérica. La descripción está basado en los especímenes MACN PV N51, 53, y 34, los cuales fueron descubiertos en 1983, en la Formación La Amarga por José Fernando Bonaparte, la misma en que se halló a Amargasaurus, que  es un saurópodo que se encuentra relacionado con Amargatitanis, si bien en principio fue considerado como un titanosaurio. El nombre se compone por La Amarga, refiriéndose al lugar donde se encontró el fósil y titanis del griego, titán, gigante, debido a las supuestas afinidades del espécimen con los titanosáuridos. El nombre específico es en honor del Museo Argentino de Ciencias Naturales (MACN) gracias a su contribución y continua formación de recursos humanos en paleontología vertebrada durante los siglos XIX y XX.

## Descripción

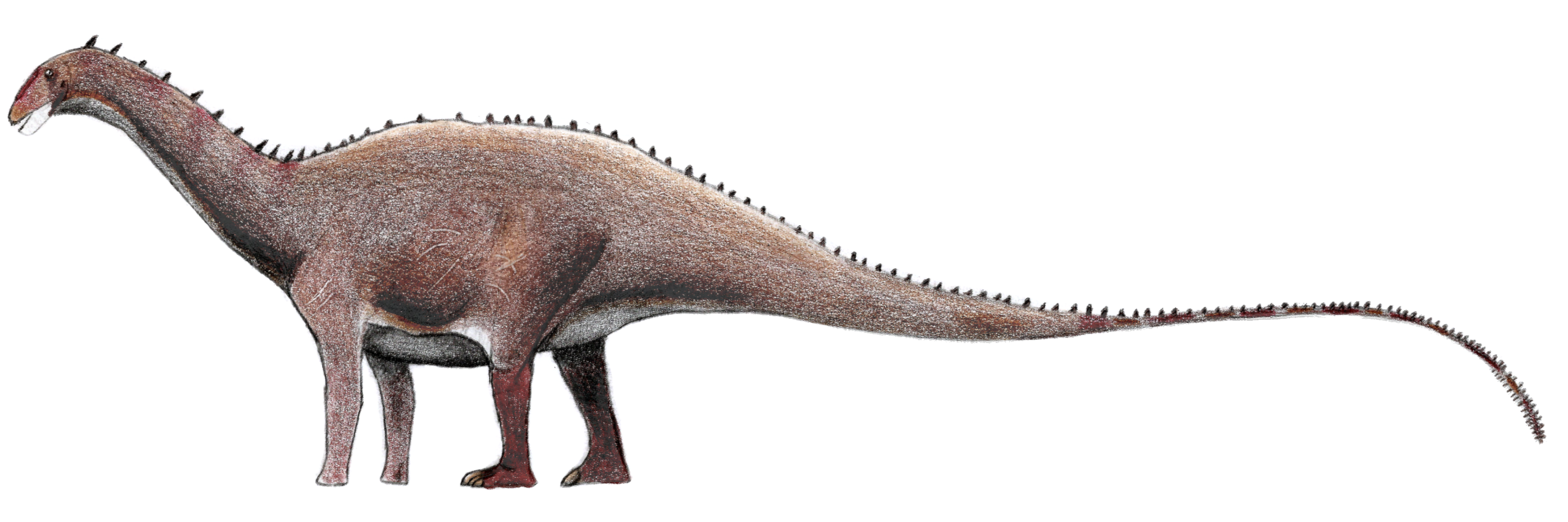
Reconstrucción paleoartística de Amargatitanis

Estos restos fósiles consistían en seis vértebras caudales, un fémur, una escápula y un astrágalo. La descripción formal se llevó a cabo en el 2007 por el paleontólogo argentino Sebastián Apesteguía. Aunque fue clasifica en principio como un titanosaurio, dicha clasificación de Amargatitanis fue puesta en duda posteriormente por otros autores, quienes señalaron que una escápula (MACM PV N34) y seis vértebras de la cola (MACN PV N51), consideradas como sintipos de Amargatitanis fueron halladas en localidades diferentes a MACN PV N53 y que las supuestas características de titanosaurio del género no eran válidas. Una revaluación publicada en 2016 por Pablo Ariel Gallina reclasificó a Amargatitanis como un dicreosáurido.